# آرکانا، شهرستان باکستر، آرکانزاس
آرکانا (به انگلیسی: Arkana) یک منطقهٔ مسکونی در ایالات متحده آمریکا است که در شهرستان بکستر، آرکانزاس واقع شده‌است. آنکارا ۲۲۵٫۸۶ متر بالاتر از سطح دریا واقع شده‌است.